# Kanton Châtelaudren
Kanton Châtelaudren (fr. Canton de Châtelaudren) je francouzský kanton v departementu Côtes-d'Armor v regionu Bretaň. Tvoří ho osm obcí.

## Obce kantonu
- Boqueho
- Châtelaudren
- Cohiniac
- Plélo
- Plerneuf
- Plouvara
- Trégomeur
- Tréméloir